# Malik Toppin
Malik Antonyo Toppin (Bloomfield, 14 augustus 1997) is een Amerikaans basketballer.

## Carrière
Toppin speelde in het seizoen 2015/16 collegebasketbal voor de Central Connecticut State Blue Devils. Het seizoen erop voor de Barton Cougars en van 2017 tot 2019 voor de Salem University Tigers. In 2019 werd hij niet gekozen in de NBA Draft. In 2020 speelde hij kort voor Team Ireland in de Eurobasket Summer League in Atlanta. Hij speelde het seizoen 2020/21 voor de Duitse derdeklasser TKS 49ers. Het seizoen erop speelde hij in de Finse eerste klasse bij Kauhajoen Karhu. In 2022 tekende hij bij het Estse KK Viimsi waar hij een seizoen speelde.
Het seizoen 2023/24 begon hij in Litouwen bij Gargždų Gargždai. Hij verliet de club in oktober 2023 en ging spelen voor het Bulgaarse BK Balkan Botevgrad. In december 2023 verliet hij de club en ging spelen in Cyprus voor AEK Larnaca. In januari 2024 tekende hij bij de Belgische eersteklasser Union Mons-Hainaut en speelde er de rest van het seizoen. Voor het seizoen 2024/25 tekende hij bij de Poolse eersteklasser GTK Gliwice.
In juli 2025 begon hij te spelen voor het Mexicaanse El Calor de Cancún.

## Erelijst
- Fins landskampioen: 2022